# ゴッドフリー・ハウンズフィールド
ゴッドフリー・ニューボルド・ハウンスフィールド（Godfrey Newbold Hounsfield、1919年8月28日・ノッティンガムシャー - 2004年8月12日）は、イギリスの電子技術者。コンピューターを用いたX線断層撮影技術の開発により、1979年にノーベル生理学・医学賞をアラン・コーマックとともに受賞した。

## 生涯
1963年と1964年にアラン・コーマックのCTの研究理論発表を元に、英国EMI社にて同僚とともに脳をコンピュータを用いてデジタル処理し、断層撮影する装置を開発した。牛の脳、そしてハウンズフィールド自身の脳と撮影した後、1971年にロンドンのアトキンソン・モーレイ病院にて嚢胞患者の脳を撮影し、翌1972年にこれを発表した。1975年には全身スキャナの装置を開発した。この装置は現在のCT装置の原型であり、この発明はX線発見以来の最大の発明となり、人体の走査診断技術を飛躍的に進歩させた。同年王立協会フェロー選出。
ハウンズフィールドの名は、現在のCT値の単位としてHounsfield NumberまたはHounsfield Unit(HFまたはHU)として使用され、この値は-1000HUを空気、0HUを水とした吸収率の相対値で定義されている。+1000 HUを骨とする記述をしばしば見かけるが、誤りである。

## 受賞歴
- 1974年 - ヴィルヘルム・エクスナー・メダル
- 1975年 - ガードナー国際賞、ラスカー・ドゥベーキー臨床医学研究賞
- 1977年 - ハワード・N・ポッツ・メダル
- 1979年 - ノーベル生理学・医学賞